# 大陆漂移学说

盤古大陸分裂，形成現今的地理格局。

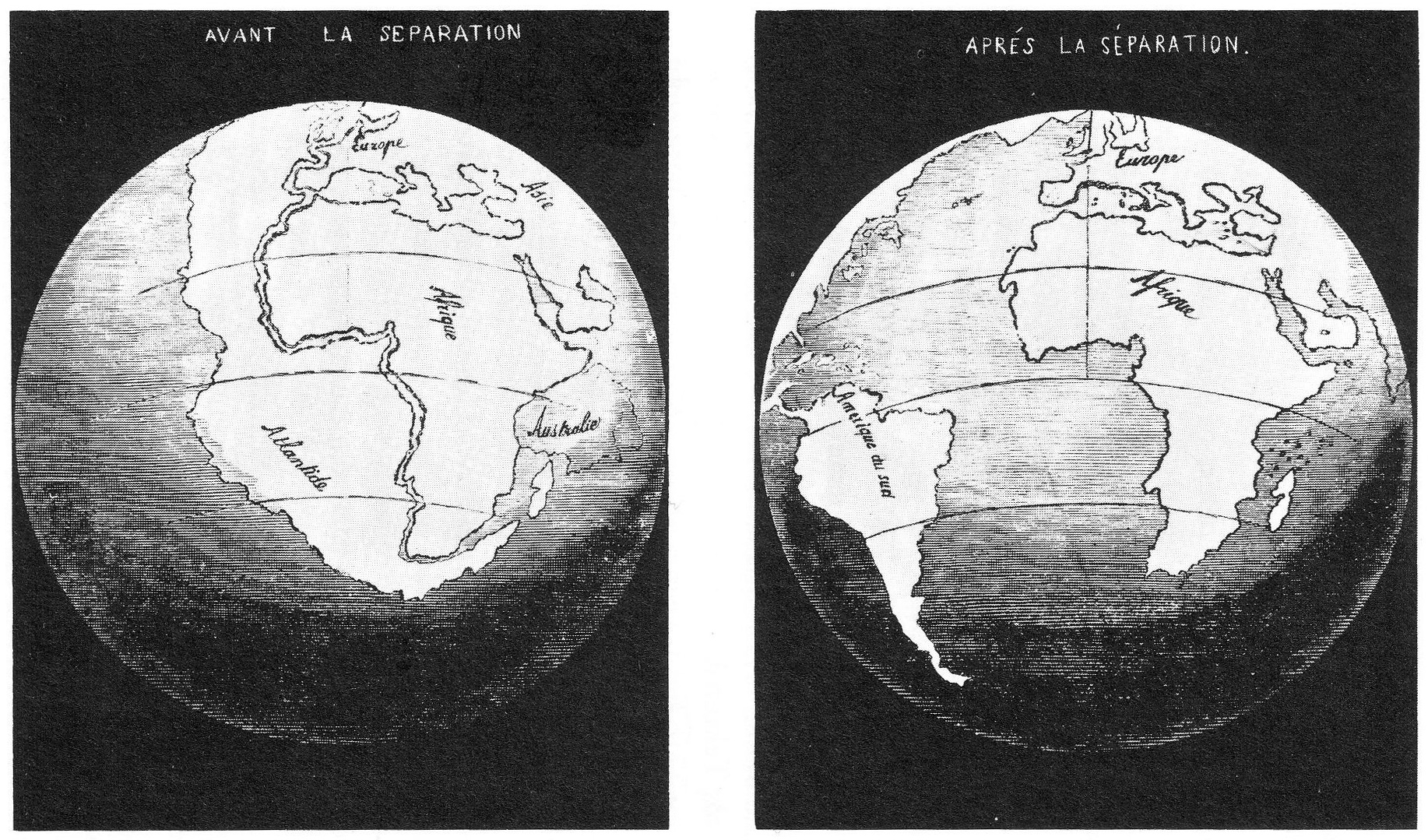
史奈德繪圖的三大洲原貌假想圖

大陸漂移學說是解釋大陸與海洋分佈以及大陸之間構造、地質與物理相似性的科學理論，主張地球大陸塊在地質時間尺度上會發生相對移動。該學說最早由亞伯拉罕·奧特柳斯於1596年提出初步構想，奧地利地質學家奧托·安普費雷爾（Otto Ampferer）則為現代活動論觀點的先驅。其後德國科學家阿爾弗雷德·魏格納在1915年出版《大陸與海洋的起源》一書，系統性發展此理論並提出古生物學、地質構造等證據支持。中文語境中，「大陸漂移說」與「大陸漂移假說」為同義詞。
由於魏格納未能合理解釋大陸移動的動力機制（即所謂「驅動問題」），該學說初期備受學界質疑。直至1931年英國地質學家亚瑟·霍尔姆斯提出地幔對流理論解釋板塊運動動力來源，配合1960年代海底擴張說與古地磁學研究提供的新證據，此學說才獲得科學界廣泛接受，並進一步發展為現代板塊構造理論的核心內容。如今大陸漂移現象已被納入板塊構造學框架，用以解釋大陸如何隨岩石圈板塊移動，該學說亦被視為地質學史上少數從邊緣科學成功轉型為主流理論的典型案例。
根據該學說，遠古時期地球表面存在單一超大陸「泛古陸」（又稱盤古大陸），其周圍被稱為「泛大洋」的全球性海洋環繞。約2億年前，泛古陸開始分裂，各陸塊逐漸漂移，最終在距今200至300萬年前形成現今七大洲與五大洋的基本格局。值得注意的是，魏格納最初提出潮汐力與地球自轉離心力是推動大陸漂移的主要機制，但此解釋受到物理學界質疑。在1929年《大陸和海洋的形成》第四版中，他已轉而接受地幔對流作為動力來源的觀點，這與霍姆斯的理論及後來的板塊構造學說更為接近。

## 由來

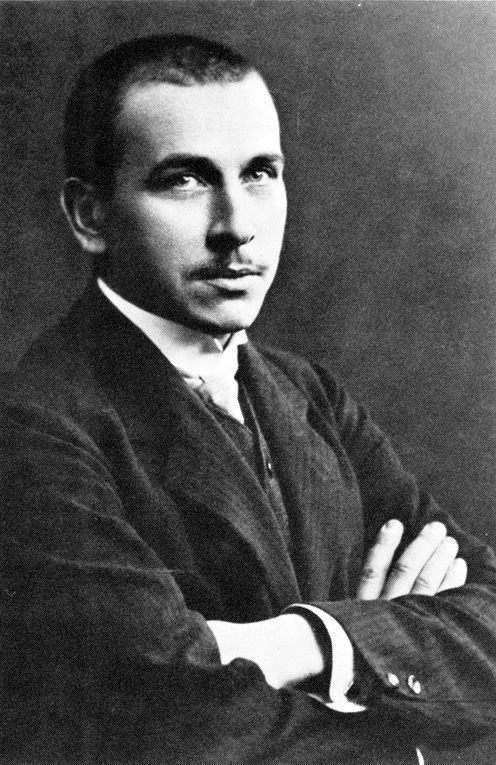
阿尔弗雷德·魏格纳（Alfred Wegener）

亞伯拉罕·奧特柳斯在他的地理百科全書中提及美洲是「因地震與潮汐而從歐洲及非洲分裂出去」及「如果有人拿出世界地圖，然後仔細觀測三大洲的海岸線，就會發現（大陸）分裂的痕跡」。

## 爭論紛紛
來自南非的地质學家亞歷山大·杜托伊特和英國的阿瑟·霍爾姆斯都支持阿尔弗雷德·魏格纳的假說。到了1950年代，大陸飄移學說仍然得不到普遍接受。当时更受接受的是陆桥学说。
在1960年代前，終於出現轉機。罗伯特·迪茨、布鲁斯·希曾和哈利·哈蒙德·赫斯得出一份地質研究報告，這就是海底扩张学说，得出實在的地質證據，解釋了三大洲為何分裂，令大陸漂移學說更具說服力。

## 理論
首先，假設地球內部是玄武岩質，而地表則是花崗岩質，而大陸就像冰山浮在海面一樣，浮在融熔狀的玄武岩上。大陸因為潮汐的推動而移動分離。

## 证据

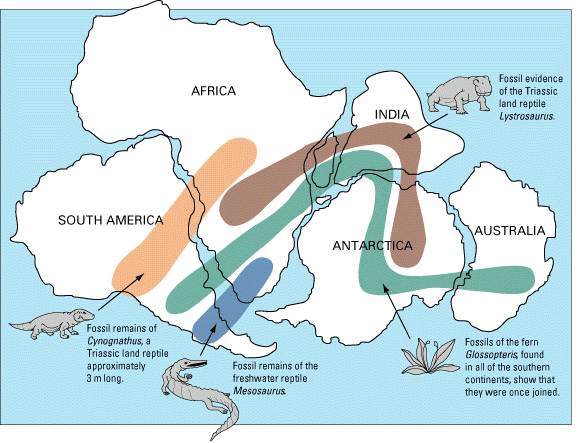
跨越五大洲的化石樣式。

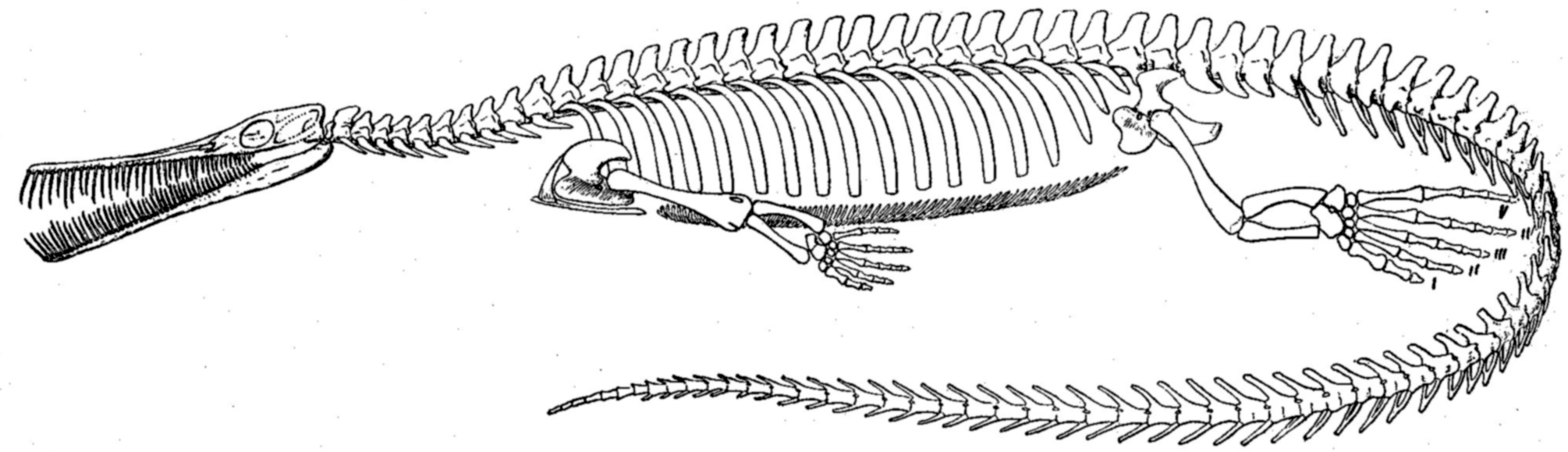
中龙骨架，麦格雷戈，1908年。

- 地质构造方面的证据：阿巴拉契亚山脉（和非洲阿特拉斯山脈是同一條）是東北－西南走向，臨至大西洋西岸就中斷，而地質研究證明斯堪的納維亞山脈與蘇格蘭、愛爾蘭的山脈是與阿巴拉契亚山脉同源。另外，有證據證明南非的開普山和布宜諾斯艾利斯山是同出一徹。可見曾有段時間，美洲、非洲和歐洲是相連。
- 大陸邊緣的吻合：將大西洋兩岸的非洲和南美洲拼在一起時，兩岸的大陸邊緣能十分吻合且完美的貼合。且經由兩岸岩層的研究，發現在非洲某處海岸的岩層，恰與拼合後的南美洲海岸的岩層相同，再度印證兩塊大陸曾經是相連的。
- 古生物化石方面的证据：活在約2.9億年前的中龍是一種住在陸内咸水湖的爬蟲類，無法越過大洋。地質學家在大西洋兩側的南美洲與南非發現了中龍化石，即可證明南美洲與非洲過去是相連的。另外，3至2億年前的舌羊齒植物，因種子很大無法藉風力飄洋過海，但此種化石卻出現在非洲、澳洲、印度、南美洲及南極洲，由此可見，過去這些大陸是彼此連接在一起的。还有活证据——在两个大陆上发现同样的动物。 例如，在南美洲和非洲，发现了一些蚯蚓家族（例如Ocnerodrilidae、Acanthodrilidae、Octochaetidae）。
- 氣候的證據：在印度南部有冰川作用的痕跡，而印度南部遠離喜馬拉雅山，北部的冰川不可能在溶化前來到南部，何況印度南部是低緯度地區，年均溫高，不可能出現冰川。證明印度曾經是中高緯度地區。另外，地理學家在南極洲發現豐富的煤礦，煤是由遠古植物遺骸變化而成，若南極洲一直都在南極圈內，嚴寒的天氣根本不容許南極洲有茂密的森林，休說豐富的煤礦。從而反證南極洲曾在低緯度地區。
- 古磁場的證據：把非洲、南美洲、澳洲、印度和南極洲各大陸連接在一起時，各大陸測得的古生代磁極邊緣軌跡大致重合在一起，證明它們在古生代期間確實屬於同一大陸地塊。
- 海底擴張學說和板塊構造學說的創立：60年代在洋底發現的條帶狀海底磁異常、轉換斷層及DSDP/ODP的鑽探成果，是海底擴張學說和板塊構造學說的基礎和主要內容。

## 發展
此學說在韋格納因北極考察中，遭遇暴風雪而喪生之後就沉寂一時，到了六十年代，海底扩张学说中的地質報告證明了大西洋正在擴張，而三大洲就漸漸分離，令學界重新研究大陸漂移學說，後來更有人提出板块构造学说，板块构造学说亦是現今地質學根基。